# Icteranthidium reinigi
Icteranthidium reinigi is een vliesvleugelig insect uit de familie Megachilidae. De wetenschappelijke naam van de soort is voor het eerst geldig gepubliceerd in 1931 door Alfken.